# 大坑明渠

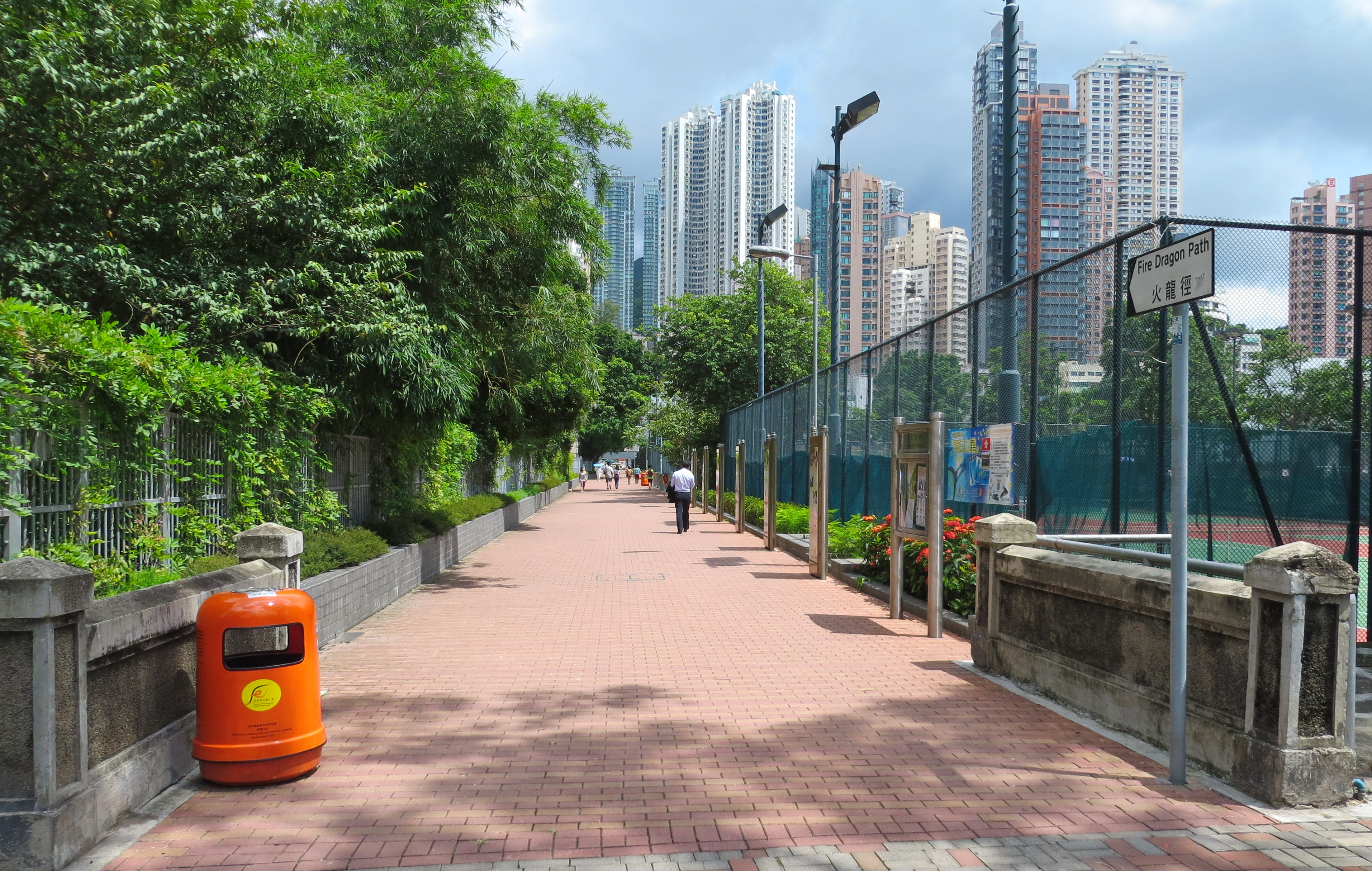
火龍徑

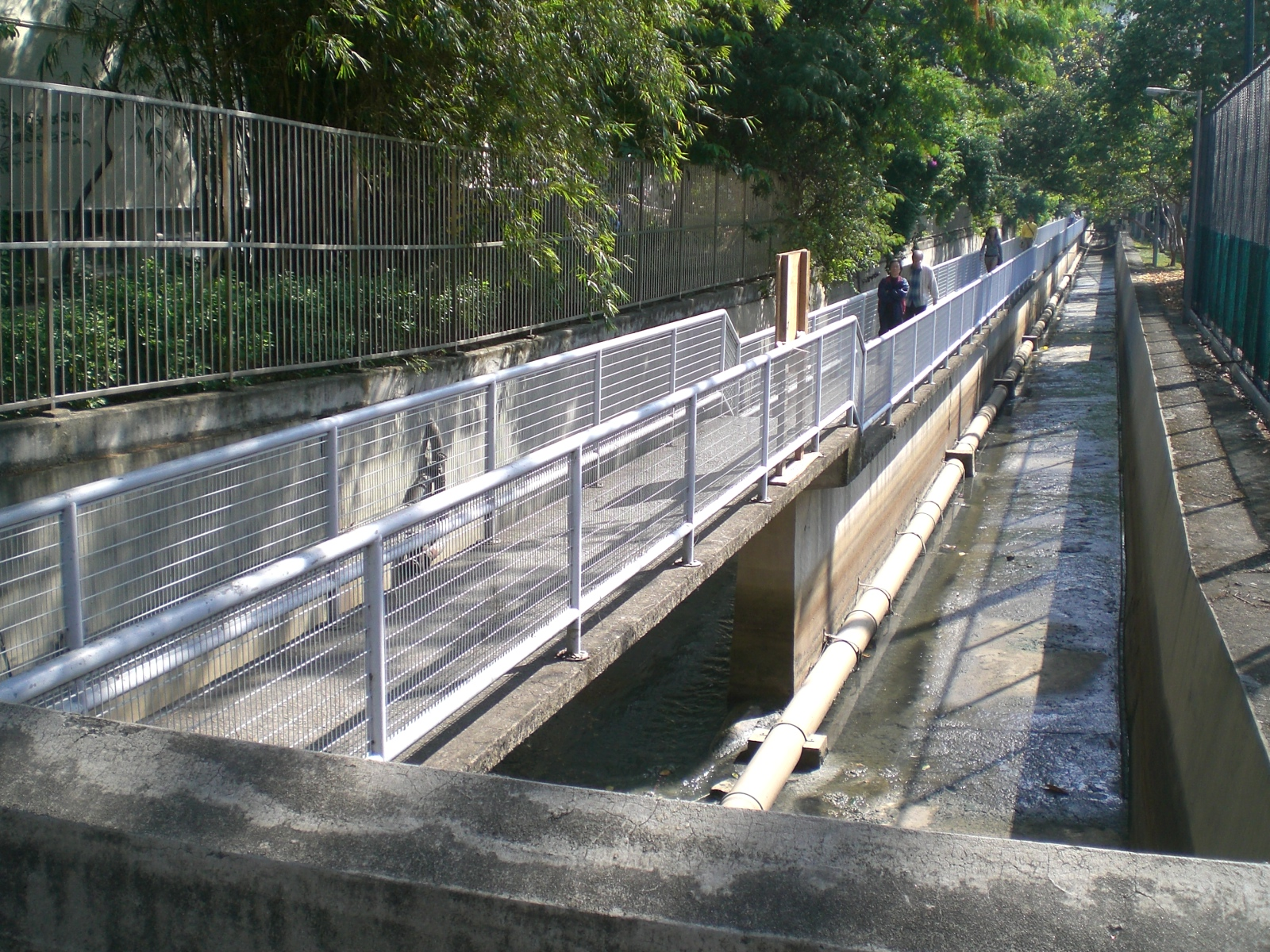
大坑明渠覆蓋工程進行前的高士威道北端入口；圖中的是俗稱「桂河橋」的行人橋。（攝於2007年12月）

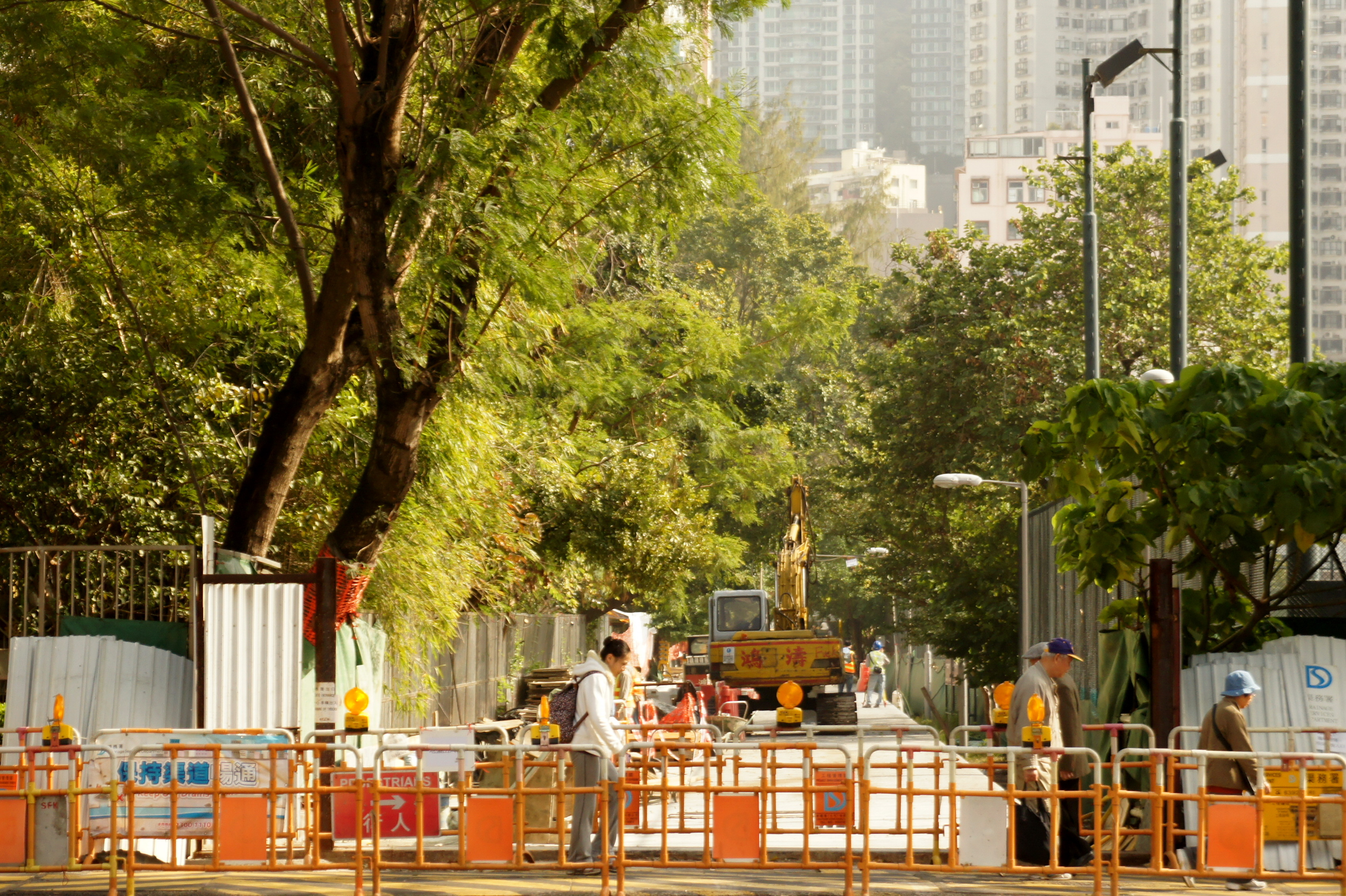
大坑明渠覆蓋工程進行中的高士威道的北端入口。（攝於2012年1月）

大坑明渠（簡稱大坑渠），曾經是香港主要明渠之一，位於香港島銅鑼灣南部的大坑，起源於畢拿山及渣甸山一帶的溪流，向北流進銅鑼灣的海灣。這條水道就是大坑的地名來源。然而經歷城市發展及填海工程，大部份水道於1960年代轉為暗渠，只餘下銅鑼灣道至高士威道長約200米的一段屬於人工露天渠道，毗鄰銅鑼灣運動場及皇仁書院；渠道上方有條很窄的行人橋，俗稱「桂河橋」。
明渠的上游早於1960年代已覆蓋成為浣紗街。

## 覆蓋工程
僅餘的大坑明渠亦於2009年11月開始，由渠務署投資2,400萬港元進行改善計劃，包括明渠覆蓋、擴闊行人通道及綠化園境等。2013年8月，工程完成。計劃徹底解決了大坑明渠所帶來的氣味問題，亦成為了大坑的新地標──火龍徑（英語：Fire Dragon Path），為大坑增加了具有特色的休閒空間。於中秋節進行的大坑舞火龍是大坑的地方傳統，而且此項活動於2011年列為中國國家級非物質文化遺產，再於2017年列入香港非物質文化遺產代表作名錄，2019年獲國家文化和旅遊部列入國家級非遺代表性項目優秀保護實踐案例。為了標誌這項文化活動，新的行人通道命名為火龍徑。